# Canton de Canteleu
Le canton de Canteleu est une circonscription électorale française du département de la Seine-Maritime recréée par le décret du 27 février 2014. Elle tient lieu de circonscription d'élection des conseillers départementaux et entre en vigueur lors des premières élections départementales suivant la publication du décret.

## Histoire
Le canton de Canteleu a été créé en 1790. Le 17 février 1800, il est supprimé.
Un nouveau découpage territorial de la Seine-Maritime entre en vigueur à l'occasion des premières élections départementales suivant le décret du 27 février 2014. Les conseillers départementaux sont, à compter de ces élections, élus au scrutin majoritaire binominal mixte. Les électeurs de chaque canton élisent au Conseil départemental, nouvelle appellation du Conseil général, deux membres de sexe différent, qui se présentent en binôme de candidats. Les conseillers départementaux sont élus pour 6 ans au scrutin binominal majoritaire à deux tours, l'accès au second tour nécessitant 12,5 % des inscrits au 1er tour. En outre la totalité des conseillers départementaux est renouvelée. Ce nouveau mode de scrutin nécessite un redécoupage des cantons dont le nombre est divisé par deux avec arrondi à l'unité impaire supérieure si ce nombre n'est pas entier impair, assorti de conditions de seuils minimaux. Dans la Seine-Maritime, le nombre de cantons passe ainsi de 69 à 35.
Le nouveau canton de Canteleu est formé de communes des anciens cantons de Maromme (2 communes) et de Grand-Couronne (4 communes). Il est entièrement inclus dans l'arrondissement de Rouen. Le bureau centralisateur est situé à Canteleu.

## Représentation
| Période élective | Période élective | Mandat | Mandat   | Identité            | Nuance | Nuance | Qualité |
| ---------------- | ---------------- | ------ | -------- | ------------------- | ------ | ------ | --- |
| 2015             | 2021             | 2015   | 2021     | David Lamiray       |        | PS     | Fonctionnaire de police maire de Maromme depuis 2008 Ancien conseiller général du Canton de Maromme (2004-2015) |
| 2015             | 2021             | 2015   | 2021     | Brigitte Manzanares |        | PS     | Ancienne directrice d'école adjointe au maire de Saint-Pierre-de-Manneville jusqu'en 2020                       |
| 2021             | 2028             | 2021   | en cours | David Lamiray       |        | PS     | Fonctionnaire de police maire de Maromme                                                                        |
| 2021             | 2028             | 2021   | en cours | Brigitte Manzanares |        | PS     | Conseillère sortante                                                                                            |

### Résultats détaillés

#### Élections de mars 2015
À l'issue du 1er tour des élections départementales de 2015, deux binômes sont en ballottage : David Lamiray et Brigitte Manzanares (PS, 42,38 %) et Julien Odievre et Véronique Quenneville (FN, 27,91 %). Le taux de participation est de 47,93 % (8 917 votants sur 18 604 inscrits) contre 49,48 % au niveau départemental et 50,17 % au niveau national.
Au second tour, David Lamiray et Brigitte Manzanares (PS) sont élus avec 64,45 % des suffrages exprimés et un taux de participation de 47,25 % (5 135 voix pour 8 790 votants et 18 604 inscrits).

#### Élections de juin 2021
Le premier tour des élections départementales de 2021 est marqué par un très faible taux de participation (33,26 % au niveau national). Dans le canton de Canteleu, ce taux de participation est de 30,98 % (5 447 votants sur 17 581 inscrits) contre 32,19 % au niveau départemental. À l'issue de ce premier tour, deux binômes sont en ballottage : David Lamiray et Brigitte Manzanares (PS, 52,34 %) et Salomée Tessier et Anthony Vanhese (RN, 20,92 %).
Le second tour des élections est marqué une nouvelle fois par une abstention massive équivalente au premier tour. Les taux de participation sont de 34,36 % au niveau national, 32,06 % dans le département et 31,48 % dans le canton de Canteleu. David Lamiray et Brigitte Manzanares (PS) sont élus avec 73,44 % des suffrages exprimés (3 742 voix pour 5 536 votants et 17 585 inscrits),,.

## Composition
Le nouveau canton de Canteleu comprend six communes entières.
| Nom                              | Code Insee | Intercommunalité          | Superficie (km2) | Population (dernière pop. légale) | Densité (hab./km2) | Modifier                                    |
| -------------------------------- | ---------- | ------------------------- | ---------------- | --------------------------------- | ------------------ | ------------------------------------------- |
| Canteleu (bureau centralisateur) | 76157      | Métropole Rouen Normandie | 17,61            | 14 420 (2022)                     | 819                | modifier les données · modifier les données |
| Hautot-sur-Seine                 | 76350      | Métropole Rouen Normandie | 2,16             | 395 (2022)                        | 183                | modifier les données · modifier les données |
| Maromme                          | 76410      | Métropole Rouen Normandie | 4,01             | 11 005 (2022)                     | 2 744              | modifier les données · modifier les données |
| Sahurs                           | 76550      | Métropole Rouen Normandie | 11,23            | 1 226 (2022)                      | 109                | modifier les données · modifier les données |
| Saint-Pierre-de-Manneville       | 76634      | Métropole Rouen Normandie | 10,21            | 884 (2022)                        | 87                 | modifier les données · modifier les données |
| Val-de-la-Haye                   | 76717      | Métropole Rouen Normandie | 10,16            | 699 (2022)                        | 69                 | modifier les données · modifier les données |
| Canton de Canteleu               | 7604       |                           | 55,38            | 28 629 (2022)                     | 517                | modifier les données                        |

## Démographie
En 2022, le canton comptait 28 629 habitants, en évolution de −0,54 % par rapport à 2016 (Seine-Maritime : +0,35 %, France hors Mayotte : +2,11 %).
| 2013   | 2018   | 2022   |
| ------ | ------ | ------ |
| 28 998 | 28 221 | 28 629 |